# Грушецкая, Агафья Семёновна
Евфи́мия-Ага́фья Семёновна Груше́цкая (1663 — 14 [24] июля 1681, Москва) — русская царица польского происхождения. С 18 июля (28 июля) 1680 года супруга царя Фёдора Алексеевича. Родила единственного ребёнка, умершего во младенчестве вслед за ней самой, — царевича Илью Фёдоровича.
Представительница дворянского рода Грушецких, дочь воеводы Семёна Фёдоровича Грушецкого. Умерла на третий день после родов 14 июля (24 июля) 1681 года от горячки. Похоронена в Вознесенском монастыре. Перезахоронена в подземной палате южной пристройки Архангельского собора в 1929 году.

## Биография

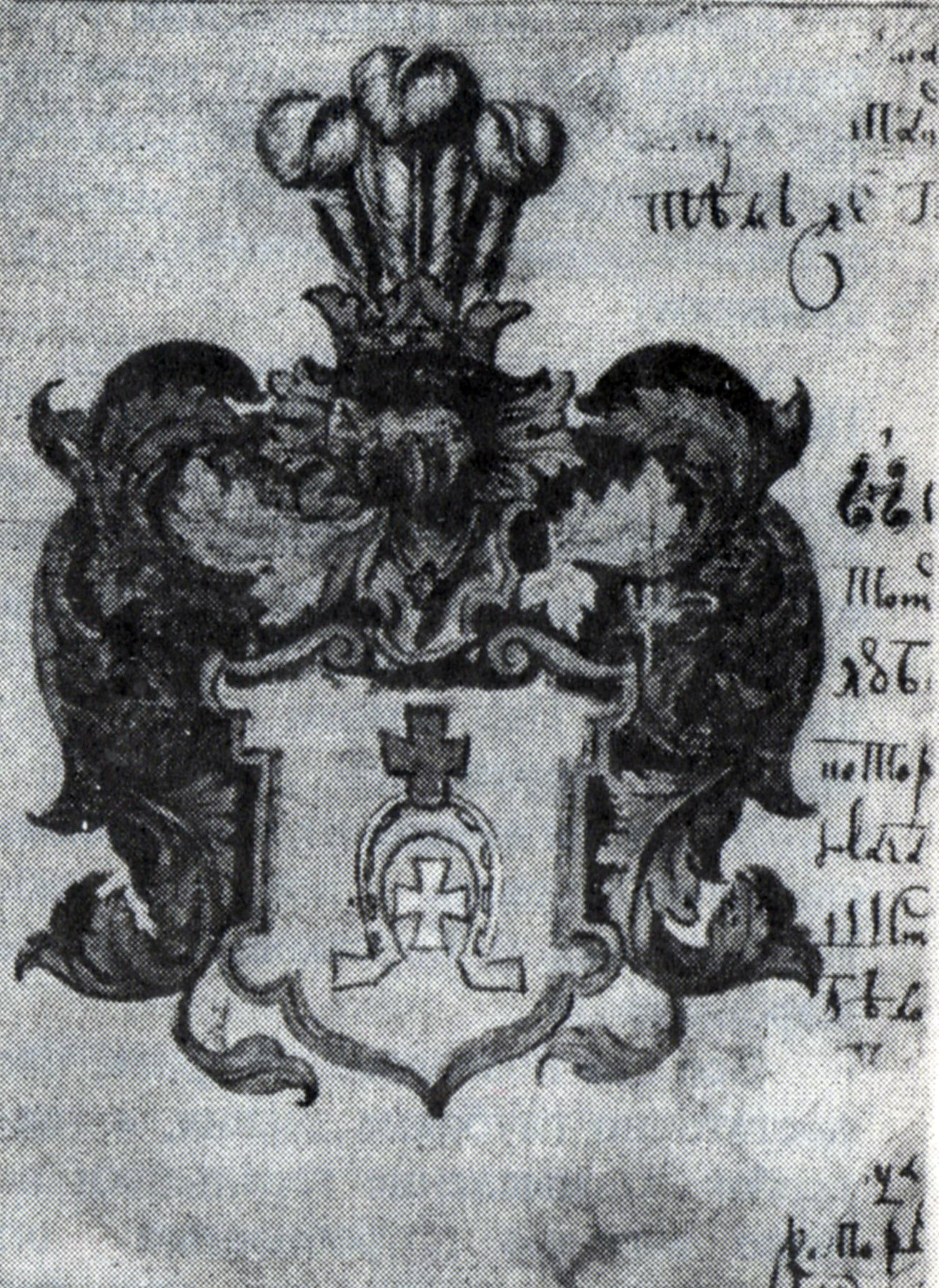
Герб, поданный Грушецкими в 1680-е годы в Палату родословных дел, приложенный к родословной росписи

Агафья была дочерью смоленского шляхтича польского происхождения Семёна Фёдоровича Грушецкого, бывшего дворянином московским и чернавским воеводой.

### Знакомство царя Фёдора Алексеевича с Агафьей
18-летний царь Фёдор Алексеевич впервые увидел её в толпе во время крестного хода: «между многим смотрящим народом», когда шёл в ходе за святыми иконами. Это было 4 апреля 1680 года, в Вербное воскресенье. Девушка очень понравилась царю, и он поручил царскому постельничему Ивану Максимовичу Языкову навести справки о ней. Языков посетил дом Заборовских, познакомился с девицей и передал свои впечатления царю. Оказалось, что это Агафья Семёновна Грушецкая, и живёт она с матерью в Китай-городе в доме двоюродного дяди, думного дворянина Семёна Ивановича Заборовского, который до 1677 года управлял Монастырским приказом. Фёдор велел передать Заборовскому, «чтоб он ту свою племянницу хранил и без указа замуж не выдавал».
Желая тайно взглянуть на понравившуюся девушку, 10 июня 1680 года царь поехал на коне гулять на Воробьёвы горы, а по дороге «случайно» проехал мимо дома Заборовских в Китай-городе. Следуя строгим брачным обычаям старой Москвы, родня показала Фёдору Алексеевичу девицу в чердачном окне.

### Смотр невест

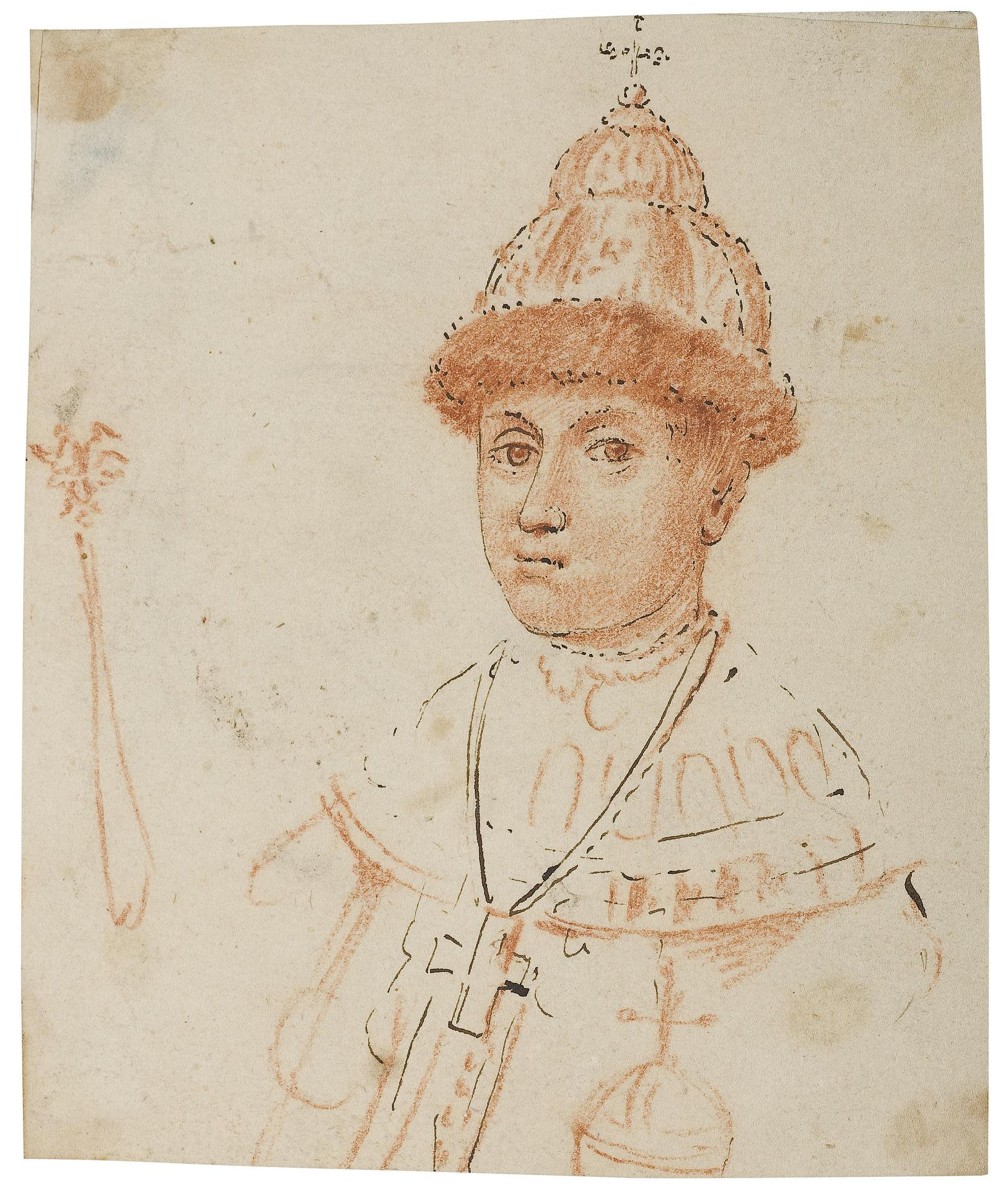
Неизвестный голландский художник. Царь Фёдор Алексеевич в 1676 году

Не желая нарушать старинные обычаи, царь приказал созвать в июле 1680 года всех красивых девиц из высшего круга для смотра невест и выбрал из них Грушецкую. В расходных дворцовых записях сохранились имена тех девиц, которые были привезены для смотра; включая будущую царицу, невест было 19. Среди них после смотрин возвращённые по домам — дочери Фёдора Куракина Марфа и Анна; дочь Ивана Хитрово Василиса; дочь окольничего князя Данилы Великого Гагина; дочь стольника князя Никиты Ростовского; две дочери князей Семёна и Алексея Звенигородских; дочери князей Семёна Львова, Володимира Волконского. Всем девушкам было дано государево жалованье: четыре зарбава (род парчи) — цена 101 руб.; 40 арш. отласов; 70 арш. объярей (плотная шёлковая ткань); 180 арш. камок.
Один из ближайших родственников Фёдора Алексеевича, Иван Ильич Милославский, узнав о выборе царя, начал распространять о царской невесте порочащие её слухи с целью помешать появлению на первых ролях в царском дворце Агафьи, что препятствовало его планам по возвеличению рода Милославских, уже бывших в родстве с Романовыми, и что шло вразрез с устремлениями этой придворной группировки, ослабляя их влияние при дворе. Милославский сказал царю, что «мать ея и она в некоторых непристойностях известны!» Юный царь был огорчён, но его приближённые уговорили проверить слова дяди. Иван Максимович Языков и Алексей Тимофеевич Лихачёв (воспитатель царевича Алексея Алексеевича) отправились к Семёну Заборовскому и, смущаясь, спросили его о состоянии невесты. Они стали рассуждать, как о таком деликатном деле спросить у девицы, однако Агафья Семёновна, услышав их разговор, сама вышла к гостям и сказала напрямик, «чтоб они о ея чести ни коего сомнения не имели и она их в том под потерянием живота своего утверждает!» Как отметил историк Аполлон Григорьевич Кузьмин в одной из своих книг, эта попытка Ивана Милославского оклеветать царскую невесту, Агафью Семёновну Грушецкую, разбилась о настойчивость жениха, царя Фёдора Алексеевича, и завидную для того времени смелость самой невесты, оказавшейся способной постоять за себя. Сам Милославский же добился лишь того, что на него обрушился гнев царя, и только заступничество Агафьи Семёновны спасло его от царской опалы. Царица Агафья ходатайствовала у его величества прощение Милославскому. Царь снова дозволил Милославскому являться ко двору, но влияние его не вернулось. Историки, среди которых Василий Никитич Татищев, Николай Иванович Костомаров, Сергей Михайлович Соловьёв, сходятся во мнении, что распространяемые Иваном Милославским слухи были ложными, а само их распространение имело целью недопущение ко двору никого другого, способного ослабить влияние Милославских. Агафья Семёновна была полностью оправдана от клеветы, и царь женился на ней.
Согласно Татищеву, царь, «полюбя Грушецкую, ни на ком, кроме ея, жениться не хотел. Мама его и дятька, хотя женить его на иной, Грушецкую многими неистовствы порицали, но он, уверясь от нея самое, сочетался». Молодой царь во властно-политическом отношении следовал устоявшимся к тому времени традициям, и то, что его первой женой стала женщина польского происхождения, казалось событием чрезвычайным.
Брак царя Фёдора Алексеевича с Агафьей Грушецкой был устроен его ближайшими фаворитами — Иваном Максимовичем Языковым и Алексеем Тимофеевичем Лихачёвым. «Люди новые и незнатные, они только своей ловкости и вкрадчивости были обязаны своим приближением к Фёдору, очень привязавшемуся к ним. В борьбе за преобладание с Милославскими, за которыми стояли сёстры и тётки царя, новые фавориты нуждались в сильной поддержке, а её могла оказать им, как раньше Нарышкина Матвееву, только молодая царица. Милославские прямо приписывали брак Фёдора их интриге». После бракосочетания влияние Лихачёва и Языкова резко возросло, а Милославские отошли в тень. Постельничий Иван Максимович Языков 8 мая 1681 года был пожалован в бояре.

### Свадьба
18 июля (28 июля) 1680 года состоялось венчание Фёдора Алексеевича с Агафьей Семёновной Грушецкой. Венчание происходило в Успенском соборе при патриархе Иоакиме (патриарх Иоаким был также наставником молодого царя Фёдора Алексеевича и активно участвовал в государственных делах).
Свадьбу отпраздновали без всякого чина и пышности, очень скромно, даже скромнее, чем это было при женитьбе царя Алексея Михайловича на Наталье Кирилловне. Во время венчания из церковных служителей были только два ключаря и единственный соборный диакон. Иных церковных служителей не было. Перед государем в Соборную церковь с крестом шёл духовник, а кропил Спаской протопоп.
Нидерландский резидент барон Иоганн Келлер описал царскую свадьбу в своём донесении от 20 июля:

«…в прошлое воскресенье его царское величество праздновал обряд своей свадьбы; его супругой не стала ни одна из княгинь, о которых я писал в постскриптуме моего последнего письма и которые были сопровождены во Дворец для того, чтобы его царское величество мог выбрать себе невесту среди них, а ею стала особа из не очень богатой семьи и принадлежащей скорее к польской нации, чем к русской; его величество этим хотел открыто доказать <…>, что он непременно хочет выразить свою волю, а не следовать в этом отношении воле вельмож Двора: <…> ведь если он породнится со знаменитой семьёй, которая посредством этого станет чересчур важной и чересчур могущественной и будет стремиться таким образом притеснять менее знатных, то это может привести к опасным ссорам».

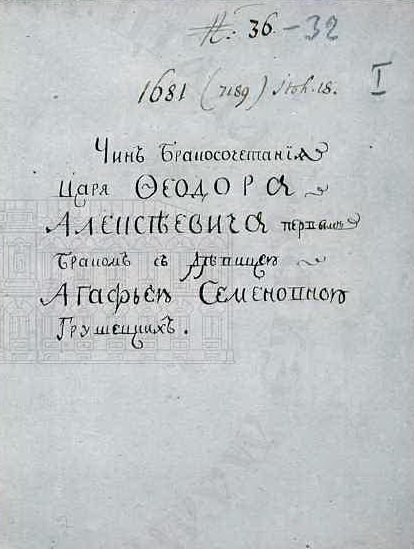
Титульный лист чиновного списка свадьбы царя Фёдора Алексеевича с Агафьей Семёновной Грушецкой

Симеон Полоцкий и его ученик, новый придворный пиит монах Сильвестр Медведев сложили оды на это «великое и радостное для всей земли Русской торжество». Страна была извещена лаконичной окружной грамотой.
После самой свадьбы у молодой царицы, по обычаю, был стол для боярынь.
После царской свадьбы двоюродный дядя Агафьи со стороны матери Семён Заборовский попал в число думных дворян, с 20 июля — боярин. Царь подарил Семёну Ивановичу Заборовскому в 1681 году село Васильевское. Анна и Фёкла, сёстры Агафьи, были выданы за знатных женихов: первая за сибирского царевича Василия, вторая стала княгиней Урусовой; обе по милости царя и сестры-царицы получили и щедрое приданое. Двоюродные братья Грушецкие получили боярский чин «жильцов», младший чин при дворе. Фёдор Алексеевич пожаловал двоюродного брата будущей царицы Василия Фокича Грушецкого в стряпчие 2 мая 1680 года, ещё до свадьбы. 17 июля, за день до свадьбы Василий Фокич Грушецкий был пожалован в стольники, а 20 июля — в спальники, пробыв в стольниках только три дня. 31 июля её двоюродных братьев Кузьму Осиповича, Кондратия и Михаила Фокичей царь сделал своими комнатными стольниками. Отцу царицы Семёну Фёдоровичу было дано боярство. Матери её, боярыне Марии Ивановне Грушецкой (в девичестве Заборовской), пожаловано было село Васильевское с Ордынцами, Борисовской, Быковкой и Бяконтовым. Новые царские родственники и свойственники сразу заняли привилегированное положение среди московских чинов. Грушецкие и Заборовские, а также их близкая и дальняя родня большим кланом вошли в состав верхов столичного дворянства.
В записях московского приказного человека сохранилась запись о свадьбе Фёдора Алексеевича и Агафьи Грушецкой:
царица «взята из двора <…> Семена Ивановича Заборовского, и ему была по родству племянница. И в тот день город Кремль был заперт».

### Царица Агафья Семёновна

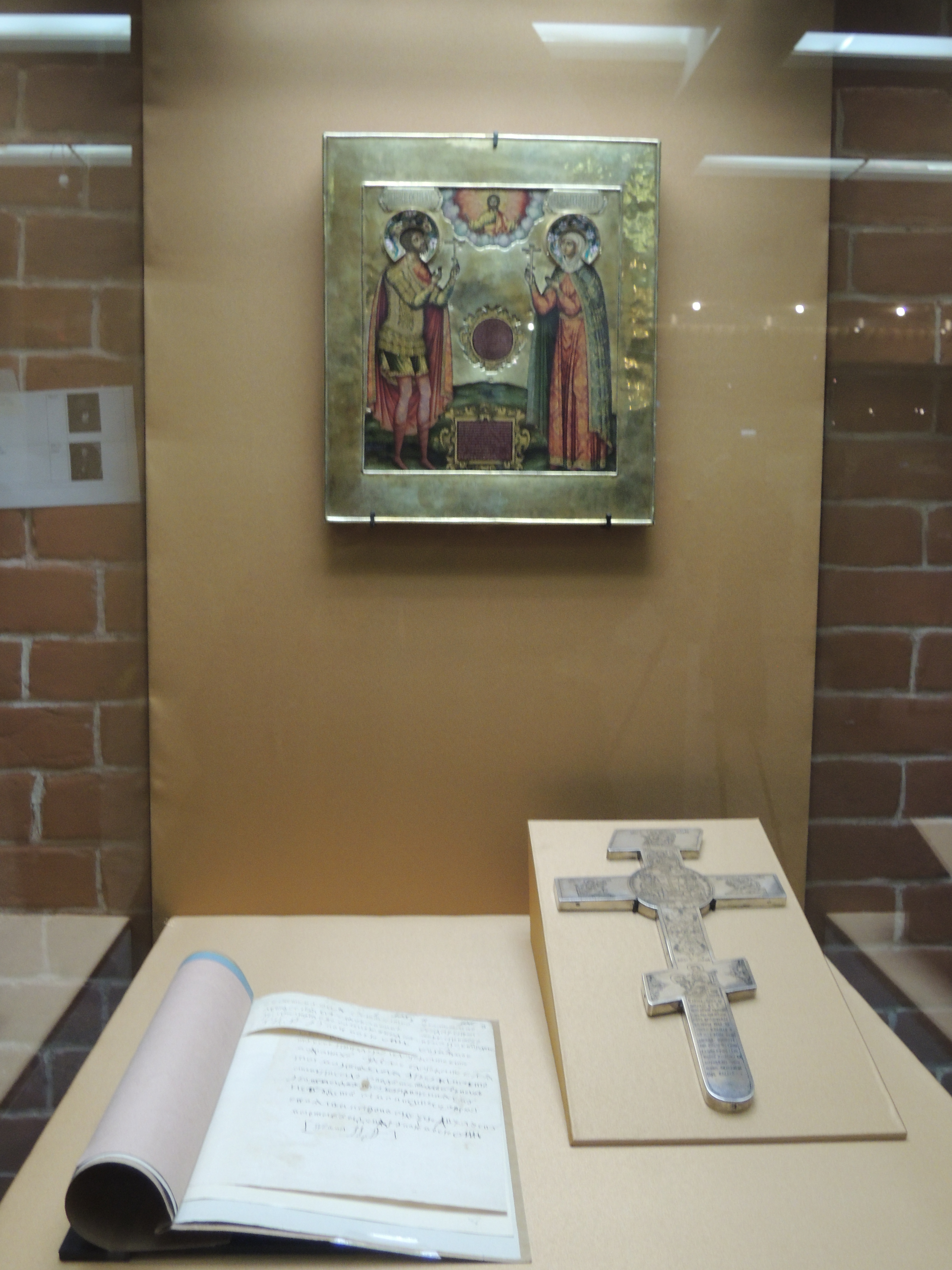
Икона «Св. Федор Стратилат и вмч. Агафья». Вклад царя Фёдора Алексеевича и Агафьи Семёновны Грушецкой в Александровский Успенский монастырь

Сразу после свадьбы царь занялся постройкой новых деревянных хором как для себя и своей супруги, так и для своих сестёр, бо́льших и меньших царевен. Его хоромы были поставлены у терема возле западной стены Воскресенской теремной церкви; сюда же перенесены были и хоромы Натальи Кирилловны.
Агафья Семёновна оказывала сильное влияние на мужа и играла значительную роль в придворной жизни. Под её влиянием значительно изменился и придворный быт. Царь Фёдор Алексеевич первым из русских надел польское платье, чему последовали и все придворные, отменил обычай брить голову и начал носить длинные волосы. Историк Иван Иванович Голиков писал:
«Царь не любил пышности ни в платье, ни в столе, ни в уборах. Сию экономию поддержал монарх повелением не носить татарского платья и приказал ходить в подобном польскому, или древнем российском, северному климату свойственном».
В царских палатах завели многие новшества. Многие придворные — и не легкомысленная молодёжь, а важные пожилые бояре — стали подстригать свои бороды и в открытую курить табак, а некоторые из них, кроме этого, стали надевать короткополое немецкое платье. По некоторым данным, она «уговорила мужа уничтожить охабни, безобразные женские платья… ввести бритьё бород и стрижку волос, польские сабли и кунтуши и, что ещё важнее, допустить в Москве закладку польских и латинских школ». Воины наконец-то избавились от позорных женских охабней, которые должны были носить ратные люди, бежавшие с поля боя. По её влиянию в Москве было заложено несколько латинских и польских школ. Также по её влиянию было велено убрать из церквей особные иконы, которые ставили в своих храмах прихожане, каждый лично для себя, как своих богов-патронов (этим иконам молились и ставили свечку только они, другим же никому не позволяли).
Все эти нововведения не могли не вызвать в Москве появления некоторых слухов, сплетен и интриг. Стали появляться разговоры о намерении царя принять «польскую (ляцкую) веру», вспомнили тут и Дмитрия-Самозванца и Марину Мнишек. По мнению историка Даниила Лукича Мордовцева, всеми этими интригами не могла не руководить царевна Софья Алексеевна.
Кроме того, Царица Агафья Семёновна позволяла себе открыто появляться перед людьми и часто восседала и ходила рядом с царём, чего никогда не бывало прежде. Смелость молодой царицы могла быть следствием и её более свободного, чем было принято тогда в Москве, воспитания. Она обладала решительным характером, что позволило, по мнению историка Павла Владимировича Седова, перешагнуть вековые запреты московского двора. Присутствие царицы Агафьи Семёновны рядом с царём Фёдором Алексеевичем меняло устоявшийся привычный уклад придворной жизни того времени.
Царица Агафья совершила переворот и в женской придворной моде, она сама носила шапку по польской моде, оставлявшую волосы открытыми. После смерти царя Фёдора Алексеевича даже царевна Екатерина Алексеевна носила «шапку и платье в польском вкусе… забросила московские кафтаны, перестала заплетать волосы в одну косу». Также и царевна Мария Алексеевна одевалась «по-польски».
Историк Павел Владимирович Седов полагает, что ещё до свадьбы манера одеваться Агафьи Семёновны выходила за рамки московских обычаев, что также могло поспособствовать обращению на неё внимания царя в толпе народа. Он же характеризует царицу Агафью Семёновну как благочестивую московскую царицу, полную добродетелей, милостивую и ходатайствующую перед царём даже за своих недоброжелателей.

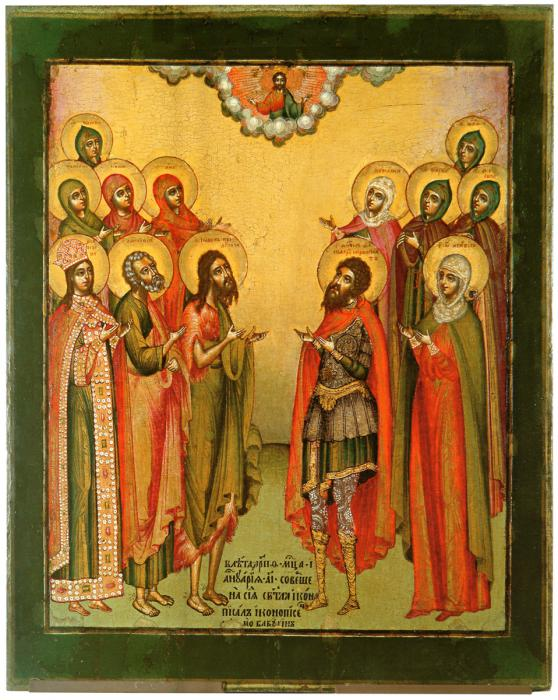
Икона святых покровителей царя Фёдора Алексеевича и Агафьи Грушецкой и их родни. Икона из собора суздальского Ризположенского монастыря

О добродетельном характере Агафьи Семёновны, помимо прощения Ивана Милославского, говорит ещё один факт — в те времена Богдан Фёдорович Полибин, сидевший в Холопьем приказе (позже — приказной судья), человек правдивый и почитаемый людьми, но которого также не любил Милославский, имея крайнюю нужду, занял 300 рублей, заложив деревню, но не смог вовремя вернуть весь долг. Подьячий его приказа советовал ему взять из приказа денег, сколько недостаёт, а по времени выплатить. Об этом донесли Милославскому, который государю донёс, что судья Полибин украл из казны денег 300 рублей. Государь, поверив этому, велел того наказать и сослать. Царица, услыхав это, спросила у Милославского, для чего и как он то учинил, на что тот отвечал, что не спрашивал, как было всё дело. На это ему государыня с гневом выговаривала, что он осуждает человека без суда и, не ведая подлинно дела, государю доносит. Государыня велела расследовать всё дело, подробнее узнала о Полибине и, узнав всё обстоятельно, послала с Иваном Потёмкиным 300 рублей. Кроме того, что царица избавила Полибина от беды, она его ещё и щедро наградила.
При Агафье Семёновне царевны получили некоторую финансовую самостоятельность. Раньше в комнаты царевен приносили товары, купленные ими или взятые в кредит приказом мастерской палаты. Теперь же царевны могли сами распоряжаться купить для себя ту или иную вещь, повелевая оплатить покупку в приказе.
Государь Фёдор Алексеевич вместе с царицей Агафьей Семёновной поставили в иконостас собора Сретенского монастыря в 1680 году образы святых покровителей царской семьи. На одинаковом удалении от царских врат были расположены иконы святого Фёдора Стратилата и святой мученицы Агафии. Аналогичная икона была передана в Александровский Успенский монастырь. Кроме того, в Муромском историко-художественном музее хранится икона из собора суздальского Ризположенского монастыря (иконописец Кузьма Яковлев Бабухин, 1681, ВСМЗ), на которой изображены тринадцать святых — покровители царя Фёдора Алексеевича и его супруги Агафьи Семёновны Грушецкой (а также мачехи царя — второй жены Алексея Михайловича, Натальи Кирилловны Нарышкиной, а также всех братьев и сестёр Фёдора Алексеевича).
При царице имелись и дворовые боярыни: Грушецкая Марья Матвеевна, Хитрая Анна Петровна (она же дворовая боярыня и у матери Агафьи Семёновны — Грушецкой Марьи Матвеевны), Горчакова Агафья Романовна, Плещеева Федора Ивановна, Вельяминова Арина Фёдоровна (она же светличная царицы), Свиньина Авдотья Ивановна, Полтева Анна Ивановна, Неелова Федосья Ивановна (из казначей царевича Фёдора, позже пострижена в 1688 году).

### Влияние на моду
С приходом во дворец Агафьи Семёновны при дворе произошли серьёзные изменения в дворцовом гардеробе. Молодая царица, по свидетельству современников, уговорила царя отменить охабни, «стричь волосы и брить бороды, носить сабли сбоку и одеваться в польские кунтуши».
Царица Агафья совершила переворот и в женской придворной моде. Она сама носила шапку по польской моде, оставлявшую волосы открытыми, что выходило за рамки московских обычаев того времени. В кроильных и расходных книгах (которые сегодня хранятся в фонде Оружейной палаты) Царицыной Мастерской палаты 1680—1682 годов имеется ряд известий об изготовлении для царицы и царевен шапок «на польское дело». Вслед одеваться по польской моде за молодой царицей стали и младшие царевны: «Екатерина — носит шапку и платье в польском вкусе, забросила московские кафтаны, перестала заплетать волосы в одну косу. Мария, красивее Екатерины, и эта одевалась по-польски».
Первое упоминание о «польских шапочках» царицы Агафьи относится к 19 сентября 1680 года. Во дворце в этот день отмечались именины царевны Софьи Алексеевны, и для Агафьи Семёновны была пошита «шапка бархат на полское дело, на окол пара соболей <…>, в кроенье вышло бархоту два вершка, на испод четверть полы хребтов бельих. Взять делать Новомещанской слободы поляк Семён Васильев сын Карешенков. Ему ж дано делать и другая шапка бархот ал же, на окол соболь <…>, круживо серебреного аршин». А на следующий день, 20 сентября, для самых больших модниц в царском тереме, молодых царевен Екатерины и Марии, также изготовили «польские шапочки», что, по мнению историка Павла Владимировича Седова, следовало из того, что новый головной убор царицы имел успех на дворцовом празднестве.
Состоятельные польки тех времён носили бархатные шапочки с меховыми отворотами из куницы, бобра и соболя. Под саму шапочку они надевали рантух (традиционный польский женский головной убор, который представляет собой большое покрывало из лёгкой тонкой ткани, покрывающее голову и плечи). Края польского рантуха отделывали вышивкой или золотым шитьём. Рантух надёжно закрывал волосы, а у девушек они могли быть слегка прикрыты. Польские придворные дамы второй половины XVII века уже оставляли волосы открытыми. Однако сведения о материалах для рантуха отсутствуют, из чего, по мнению историка Павла Владимировича Седова, следует полагать, что Агафья Семёновна не закрывала волосы полностью, а убирала их кружевом, по причине чего в московских документах такие шапки именовались ещё иногда «девическими».
21 сентября 1680 года царская семья выехала на богомолье в Троице-Сергиев монастырь, и к этому дню для царицы были скроены «две шапки полских девических, в кроенье вышло объяри серебреные» 6 вершков, «на окол пара соболей». Следом за молодой царицей головные уборы по польской моде стали носить и придворные боярыни.
11 октября 1680 года по заказу царицы была изготовлена «шапка объярь по жёлтой земле, по ней струя и травы золоты, да травки ж серебрены, в кроение вышло объяри поларшина, на окол полтора соболя», «на подкладку отласу червчатого поларшина. Кроил поляк Семен Кашпенков». Пошитую шапку царица подарила своей тёте Авдотье Никитичне Заборовской. 12 октября шапошному мастеру Новомещанской слободы Семёну Капашенинову за изготовление четырёх «польских шапок», в том числе за две объяри и «за две ж алтабас по золотой земле с соболми», было уплачено 25 копеек. Несколько из пошитых новомодных шапок царица Агафья раздарила в тот же день. Одну из них она подарила жене своего дворецкого — думного дворянина Никиты Ивановича Акинфова. Своей сестре Фёкле Семёновне, вышедшей замуж за боярина Фёдора Семёновича Урусова, она подарила треух, скроенный из кусков алтабаса, оставшихся от «польских шапок».
22 октября 1680 года, на праздник Казанской иконы Божией Матери, для царицы были скроены ещё 4 новомодных головных убора: «Шапка на полское дело бархот ал двоеморх, по нем репейки золоты, в кроенье вышло бархату» 10 вершков, «выбрано местами, да окол полтора соболя, <…> да на испод пара ж соболей»; «три шапки на полское дело, атлабас по серебреной земле, по нем травки и листки золоты, в кроенье вышло аршин, <…> да на околы две пары соболей <…>, да на испод три пары соболей».
В последующих 4-х холодных месяцах упоминания о «польских шапках» не прослеживаются, вероятно, по той причине, что их не носили зимой. Только 22 февраля 1681 года для царицы Агафьи была скроена «шапка бархат червчат на полское дело без прорех, в кроение вышло бархату шесть вершков, на окол пара соболей <…>, на тулею треть полы хребтов бельих, кроил поляк шапошник Семен Кашпетной». Над строкой к этой записи дописано: «образцовая». Дата 22 февраля в том году приходилась на вторую неделю Великого поста, и шапка, вероятнее всего, была изготовлена только для показа, так как использование её в это время было неуместно. Более кроильные и расходные книги того времени не содержат данных об изготовлении «польских шапок» для молодой царицы Агафьи Семёновны. А в ожидании родов она носила уже имеющиеся в своём гардеробе головные уборы. 8 мая 1681 года царица Агафья выезжает в Преображенское и берёт с собой (наряду с традиционными московскими треухами) три «шапки полские: отлас виницейской золотной, зарфаб золтной, бархат ал с хвосты».
Введённая мода на «польские шапочки» прижилась во дворце. 28 апреля 1681 года была скроена «польская шапка» из гладкого бархата (на которую пошло поларшина бархата) для царевны Марии Алексеевны. 23 декабря того же года (уже после кончины царицы Агафьи) Семёну Шапошникову было уплачено по 20 копеек за две бархатных польских шапки для царевен Марфы Алексеевны и Феодосии Алексеевны.
После кончины царицы Агафьи Семёновны молодой царь Фёдор Алексеевич 15 февраля 1682 года женился на шестнадцатилетней Марфе Матвеевне Апраксиной, которая также увлеклась новой модой. 3 марта 1682 года к государыне царице в хоромы на польскую шапку отпустили 5 вершков зелёного бархата. 20 марта того же года было оплачено изготовление шёлковых цветов, которые супруга полковника К. И. Арпова делала специально «в коруну» Марфе Матвеевне. 15 апреля новомещанской слободы поляку шапошнику Семёну Капошенинову заплатили за «польские шапки» для царицы 1 рубль (судя по цене, было изготовлено четыре или пять таких шапок). После смерти Фёдора Алексеевича младшие царевны Екатерина Алексеевна и Феодосия Алексеевна продолжили носить «польские шапочки».
Среди головных уборов царицы были также две кики (одна 1-го наряда, другая 2 наряда), а также 3 шапки-столбунца (высокая прямая шапка в виде столба), среди которых:
«столбунец объярь серебряна по ней травы золоты с шолки, подкладка отлас жаркой цвет; опушка пластины собольи. Столбунец — зарбаф серебрян, по нем травки золоты с шолки; подкладка отлас бел; без опушки».
В 1682 году две шубки покойной царицы были переделаны для новобрачной царицы Марфы Апраксиной:
«переделаны платном с широкими рукавы, две шубки покойной царицы Агафьи Грушецких, первая 28 марта — отлас виницейской по серебреной земле травки и репьи золоты оксамичены изредка, в обводах шелк бел; подкладка тафта червчата (кроено во 189 г. ноября в 14 д.); вторая 30 марта — бархат виницейской золотной по нем морх червчат да орлы двоеглавые оксамичены золотом и серебром; подкладка тафта ала».

### Сын Илья Фёдорович

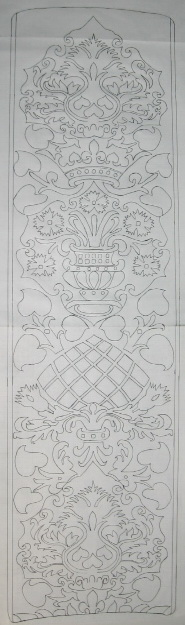
Рисунок савана Агафьи Грушецкой. Восстановлен О. Л. Грушецким по сохранившемуся рисунку XVII века савана из захоронения царицы Агафьи Грушецкой

В ожидании рождения царского наследника в палаты Агафьи Семёновны в Коломенском были отпущены ткани на обивку Х-кресел, большие судна, изготовленные ещё при царице Наталье Кирилловне, которые подаются в хоромы по приказу. 10 июля по обычаю было изготовлено место для роженицы: к одеялу для большой родильной постели подложен испод, и обиты кресла и трёхступенчатая скамейка царицы.
В ночь с воскресенья на понедельник 11 (21) июля 1681 года царица родила сына, названного Ильёй, — первого из московских государей, получившего такое имя. 11 июля стране было торжественно объявлено о рождении у царской четы первенца — царевича Ильи Фёдоровича. Патриарху весть о рождении наследника доставил Алексей Тимофеевич Лихачёв. 17 июля Илью крестили в теремной дворцовой церкви, восприемницей была царевна Татьяна Михайловна, крёстным отцом царевича был приглашён игумен Флорищевой пустыни Иларион, введённый во дворец Иваном Максимовичем Языковым. Об этом же говорится в кроильной книге царицы. Крестил царевича патриарх Иоаким. Имя Илья царевич получил в честь своего прадеда Ильи Даниловича Милославского. Фёдор Алексеевич поручил наследника заботам боярыни Анны Петровны Хитрово, с детских лет заботившейся о самом царе.

### Кончина царицы Агафьи
Агафья Семёновна умерла через три дня после рождения сына, 14 (24) июля «часу дня в первой четверти, на память апостола Акилы». Её кончина была тяжёлым ударом для Фёдора Алексеевича: он проводил гроб до Красного крыльца и до «саней», но был не в состоянии присутствовать на самом погребении в Вознесенском монастыре, и в течение всего сорокоуста не было выхода к панихидам; только в сороковой день, 22 августа (1 сентября), царь слушал панихиду в Вознесенском монастыре.
Младенец пережил свою мать лишь на неделю. Новорождённый царевич Илья скончался 21 (31) июля. Царь проводил его также только до Красного крыльца и до саней и не пошёл в Архангельский собор на погребение. Историк Василий Никитич Татищев писал, что после смерти Агафьи Семёновны царь Фёдор Алексеевич:

«Как сей государь супружеством своим с царицею Агафиею Семионовною в полном веселии крайнею любовью одарены были и образом супружеской любви истинную добродетель на себе изъявляли, которое ко увеселению как их величеств, так и всех подданных знаком чреватства великую надежду к желаемому наследию подало. Но соизволением высшего, родя его величество царевича, вскоре к великой всех печали преставилась, и по ней вскоре оный новорождённый царевич воспоследовал. Которым его величество настолько опечалился, что несколько дней ни с кем говорить и брашна употреблять не хотел. И хотя ближние его всеми мерами о увеселении его прилежали, но ничего учинить не могли, и его величество от такой печали вскоре заболел».

Полгода спустя после этих потерь царь выбрал себе в невесты Марфу Матвеевну Апраксину (род. в 1664 году), но через два месяца после свадьбы государь скоропостижно скончался в Москве на 21-м году жизни, так и не оставив наследника.
В 1929 году Вознесенский монастырь, который в средние века служил местом погребения представительниц московского великокняжеского рода и в котором была погребена Агафья Семёновна, был разрушен большевиками, а белокаменные саркофаги с останками цариц вывезены в подземную палату южной пристройки Архангельского собора, где они пребывают и ныне. На её надгробии написано:

«Царица Агафья, урождённая Грушецкая. Житие её было 18 лет
Лета 7189 июля в 14 день часу дня в первой четверти на память святаго апостола Акилы преставися раба божия благовернаго великого государя царя и великаго князя Феодора Алексеевича всея великия и малыя и белыя России самодержца супруга благоверная государыня царица и великая княгиня Агафья Семёновна и погребена на сем месте июля в 15 дня».

Надпись на крышке саркофага:

«Лета 7189 июля в 14 день в четверток в 14 часу дня в первой четверти на память святаго апостола Акильи преставись раба божия благовернаго государя царя и великаго князя Феодора Алексеевича всея великия и малыя и белыя России самодержца супруга благоверная государыня царица и великая княгиня Агафья Симеоновна погребена на сем месте июля в 15 день».
Захоронение царицы Агафьи Семёновны Грушецкой оказалось необычным для исследователей поздних саркофагов некрополя бывшего Вознесенского собора Кремля, который служил родовой усыпальницей великих князей и первых царей России (сначала из рода Рюриковичей, а потом Романовых). На скелете, на груди под одеждой лежал золотой наперсный крестик, украшенный цветной эмалью и надписями, — в более ранних погребениях этой усыпальницы такие кресты не встречались. Тело царицы при захоронении было завёрнуто в шёлковый саван. Прекрасно сохранился её головной убор — волосник на подкладке. Однако от савана и платья Агафьи Грушецкой сохранились лишь незначительные фрагменты, что, впрочем, не помешало исследователям восстановить рисунок савана.

## Образ в художественной литературе
В романе Александра Ивановича Красницкого «Царица-полячка» (издан в 1902 году) раскрыты образ и характер Агафьи, описаны её воспитание, знакомство с юным царём Фёдором Алексеевичем, их венчание и время её царствования.
По словам Красницкого, Агафья была одной из самых красивых девушек своего времени, умела читать и писать, бегло говорила по-польски, разбиралась в латинских книгах, имела довольно ясное понятие о жизни на Западе и даже понимала, если при ней говорили по-французски; играла на клавесине. Её нянькой была полька. Красницкий писал, что в своё время о голубоглазой красавице Агафье говорили так: «Лицом — ангел небесный, и разумом светла».
В исторической повести из жизни Петра I «Отрок-властелин» Льва Жданова (глава «Венчанный страдалец») описываются выбор Фёдором Алексеевичем Агафьи Грушецкой во время «смотра невест», их венчание, возвышение Грушецких (родни Агафьи), рождение наследника. В этой повести заслуживает внимания мнение автора, что болезнь Агафьи могла быть причиной недовольства этим браком бояр:
«И сами врачи не могли и не смели добраться до причин этой телесной немощи. Конечно, она могла быть временной, могла зависеть от особого состояния молодой царевны… Но кто поручится, что тут не замешаны те же тёмные силы, которые сводили с трона немало и невест и жён царских».
Елена Арсеньева в повести о жизни Софьи Алексеевны (царевна, регент при Петре I) «Сестра брату своему» описывает знакомство царя Фёдора Алексеевича с Агафьей Семёновной, клевету Ивана Милославского, которому такой брак был невыгоден, свадьбу, рождение царевича, попытки Агафьи ввести при дворе польскую моду, что особо нравилось Софье Алексеевне в Агафье.

## Комментарии
1. ↑  Ныне в Рузском районе Московской области.
2. ↑  Ныне в составе Стрелковского сельского поселения в Подольском районе Московской области.
3. ↑  Шёлк с золотом и серебром
4. ↑  Архив Оружейной палаты

### Книги
- Агафия Семёновна // Русский биографический словарь: В 25 т. / под ред. А. А. Половцова. — М., 1896—1918. — Т. 1. Аарон — Александр II. — C. 54.
- Агафья Семёновна // Славянская энциклопедия: Киевская Русь — Московия / под ред. В. В. Богуславского. — М.: Олма-пресс, 2001. — Т. 1. — С. 19—20. — ISBN 5-224-02249-5.
- Богданов А. Фёдор Алексеевич: Жизнь и смерть реформатора // Романовы. Исторические портреты. 1613—1762. Михаил Фёдорович — Пётр III / под ред. А. Сахарова. — М.: Армада, 1997. — 448 с. — ISBN 5763202821. Архивировано 5 марта 2016 года.
- Йена Д. Затишье перед бурей: царицы Агафья и Марфа // Русские царицы (1547—1918) = Die Zarinnen Russlands (1547—1918) / Пер. с нем. Т. В. Григорьева. — М.: АСТ: Астрель, 2008. — С. 79. — 384 с. — ISBN 978-5-17-049958-80.
- Либрович С. Ф. Царица Агафия Семёновна: записки вельможной панны: с портретами, видами, снимками с исторических картин и пр. / С. Ф. Либрович. — СПб.; М.: Т-во М. О. Вольф, 1913. — 224 с.: ил.
- Литвина А. Ф., Успенский Ф. Б. Об именах царицы  Агафьи Симеоновны Грушецкой // У истоков и источников: на международных и междисциплинарных путях / Под ред. Ю. А. Петрова. — М., С-Пб.: Институт российской истории РАН, 2019. — С. 292—306. — 582 с. — ISBN 978-5-98712-727-8.
- Мордовцев Д. Л. VII. Царица Наталья Кирилловна (Нарышкина). Агафья Семеновна Грушецкая. Марфа Матвеевна Апраксина. Царевна Софья Алексеевна. Царевна Екатерина Алексеевна // Русские исторические женщины (Женщины до-петровской Руси). — СПб.: Издательство Н. Ф. Мертца, 1902. — Т. 35. — С. 183. — 214 с. (недоступная ссылка)
- Седов П. В. Закат Московского царства, царский двор конца XVII века / под ред. Е. В. Анисимова. — 2. — СПб.: Петербургский институт истории, изд-во «Дмитрий Буланин», 2008. — 604 с. — 500 экз. — ISBN 978-5-86007-564-1.
- Соловьёв С. М. Глава 2. Брак Феодора на Агафии Семеновне Грушецкой // История России с древнейших времён / под ред. Н. А. Иванова. — М.: Голос; Колокол-Пресс, 1997. — Т. 13. — 746 с. — ISBN 5–7117–0352–02.
- Татищев В. Н. История Российская. — М.: Наука, 1962. — Т. I. — С. 391.
- Татищев В. Н. История Российская. — М.: Наука, 1968. — Т. VII. — С. 174—175, 310.

### Статьи
- Панова Т., Синицина Н. Вознесенский некрополь Кремля // Наука и жизнь : журнал. — М., 2007. — № 1.
- Ярхо В. Друг царя, государственный преступник… // История : газета. — 2009. — Вып. 13.

### Художественная литература
- Красницкий А. И. Царица-полячка. — М.: Терра, 1997. — С. 3—154. — 496 с. — (Тайны истории в романах, повестях и документах). — ISBN 5-300-01464-8.
- Жданов Л. Венчанный страдалец // Отрок-властелин. — СПб.: Изд-во А. Ф. Девриена, 1914. — Т. 2. — 342 с. — (Русь на переломе).
- Арсеньева Е. Сестра брату своему (Софья Алексеевна, Россия). — М.: Эксмо, 2008. — 352 с. — (Преступления страсти. Жажда власти). — ISBN 978-5-699-28825-0.

## Кинематограф

### Киновоплощения
- Кристина Екатеринчева — «Романовы. Фильм Второй» (2013).